# Shenmue III
Shenmue III ist ein am 19. November 2019 veröffentlichtes Action-Adventure von den Studios Neilo und Ys Net für Windows und PlayStation 4.

## Handlung
Nach den Ereignissen von Shenmue II reiste der jugendliche Kampfkünstler Ryo Hazuki 1987 vom japanischen Yokosuka, in die Berge des chinesischen Guilin, um dort den Mörder seines Vaters, Lan Di, zu suchen. Dort trifft er Ling Shenhua, ein mysteriöses Mädchen, das zuvor in seinen Träumen auftrat. Nachdem Ryo und Shenhua die Legende ihres Dorfes kennengelernt haben, die einen gemeinsamen Weg der beiden vorhersagt, begeben sie sich auf eine gemeinsame Reise.
Shenmue III beginnt im Dorf Bailu in Guilin. Laut der Entwickler ist das zweite Gebiet, Choubu, „ein Flussdorf mit vielen Geschäften, Souvenirläden, Hotels und Tempeln“ und das dritte Gebiet, Baisha, soll an die sieben mächtigen Fürstentümer der Zeit der streitenden Reiche erinnern.

## Spielprinzip und Technik
Shenmue III ist wie seine Vorgänger ein Open-World-Spiel. Die Teile der Spielwelt, in denen die Handlung gerade spielt, sind dem Spieler frei zugänglich, ohne dass er dabei dem Handlungsfaden folgen müsste. Die Spielwelt ist in 3D gehalten. Der Spieler kann Details der Spielwelt untersuchen und automatisch ablaufende Gespräche mit NPCs führen, um Hinweise für die Lösung des Spiels zu erlangen. In die Handlung eingebettete weitere Spielelemente sind Kämpfe, Quick-Time-Events und Minispiele.

## Produktionsnotizen

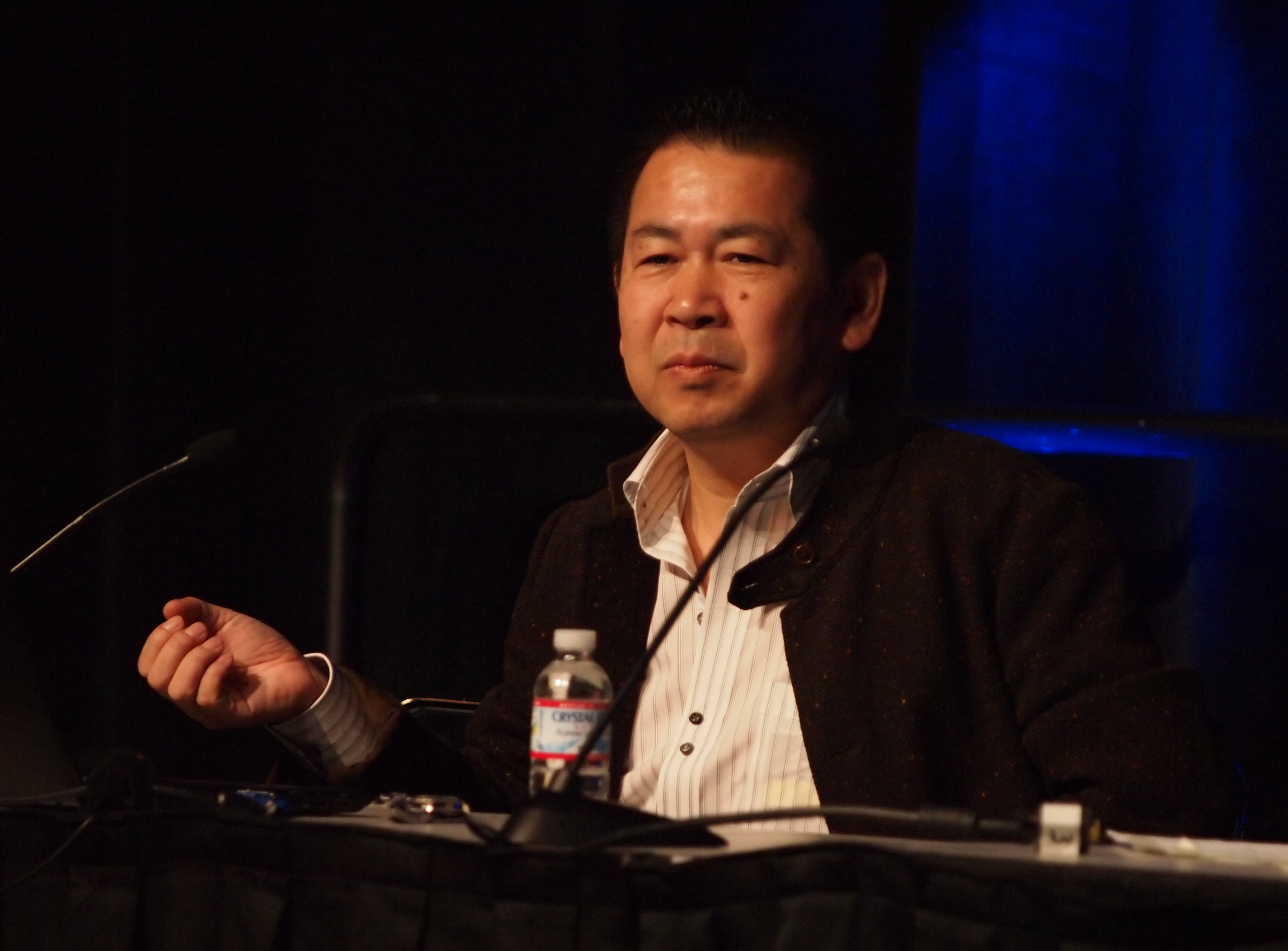
Yu Suzuki auf der Game Developers Conference 2011

Regisseur Yū Suzuki konzipierte Shenmue als eine Saga, die mehrere Spiele umfasst. Die ersten beiden Spiele wurden von Sega AM2 entwickelt und 1999 bzw. 2001 von Sega für Dreamcast veröffentlicht. Der erste Teil, Shenmue, war mit geschätzten Produktions- und Marketingkosten von über 47 Millionen US-Dollar das teuerste Videospiel, das bis dahin entwickelt wurde. Dies deckte jedoch auch einen Teil von Shenmue II und die Grundlagen für zukünftige Shenmue-Spiele ab. Obwohl die Spiele eine Kult-Anhängerschaft und Auftritte in mehreren „größten Videospielen aller Zeiten“-Listen erregten, waren sie kommerzielle Misserfolge und Shenmue III verbrachte über ein Jahrzehnt in der Entwicklungshölle.
Fans haben eine Petition für Shenmue III eingereicht, und 2005 startete die BBC-Serie VideoGaiden eine Kampagne für ihre Veröffentlichung. Im Jahr 2008 erklärte Simon Jeffery, Präsident von Sega of America, dass es eines der gefragtesten Spiele des Studios sei. Im selben Jahr gründete Suzuki seine eigene Entwicklungsfirma, Ys Net, während er bei Sega blieb. Im Jahr 2010 sagte er, dass „das Konzept für Shenmue III bereits existiert“ und dass der Schwerpunkt auf der Beziehung zwischen Ryo und Shenhua liegt.
Auf der E3-Konferenz 2015 startete Suzuki nach jahrelangen Spekulationen auf der Plattform Kickstarter eine Crowdfunding-Kampagne für Shenmue III, wobei Sega Shenmue an Suzukis Firma Ys Net lizenzierte. Sie brachte innerhalb von sieben Stunden 2 Millionen US-Dollar und war damit einer der erfolgreichsten Kampagnen der Plattform. Am Ende des folgenden Monats wurden über 6 Millionen US-Dollar gesammelt, womit es das Videospiel mit den höchsten Einnahmen und die Kampagne mit den sechsthöchsten Einnahmen in der Geschichte von Kickstarter ist. Crowdfunding auf anderen Plattformen endete 2018, nachdem insgesamt über 7,1 Millionen US-Dollar aufgebracht worden waren. Suzuki, der Shenmue als „Rache-Epos in der Tradition des chinesischen Kinos“ beschrieb, deutete an, die Spieleserie werde nach vier oder fünf Folgen abschließen.

## Rezeption
Shenmue III erhielt mittelmäßige Bewertungen. Die Rezensionsdatenbank Metacritic aggregiert 78 Rezensionen der PlayStation-Version zu einem Mittelwert von 67 und 14 Rezensionen der PC-Version zu einem Mittelwert von 69.